# Mortgage-backed security
Una mortgage-backed security, in italiano obbligazione assistita da garanzia ipotecaria oppure titolo garantito da ipoteca, è un tipo di asset-backed security ed è un titolo garantito da un insieme di mutui ipotecari.

## In Italia

### La cartolarizzazione immobiliare
In Italia la legge 130 del 1999 ha introdotto l'istituto della cartolarizzazione da tempo esistente nel mondo anglosassone.
Nell'ambito di tale processo di cartolarizzazione i titoli obbligazionari emessi prendono il nome generico di Asset Backed Security (ABS). Quando la cartolarizzazione è a fronte di beni immobili, il loro complesso garantisce in forma ipotecaria i titoli emessi e prende il nome nel gergo bancario internazionalmente adottato di Mortgage Backed Securities. Il titolo così emesso può essere collocato sul mercato. In Italia questa possibilità per gli immobili è stata dapprima limitata solo allo Stato per essere poi estesa anche agli altri enti pubblici.

#### Critiche
Le modalità con cui sono state realizzate le cartolarizzazioni in Italia sono state oggetto di gravi critiche.

### Le obbligazioni ipotecarie
La disciplina anteriore alla cartolarizzazione era incentrata (articolo 2410 del c.c.) sulla deroga all'obbligo di non emettere obbligazioni per un importo superiore al capitale sociale, in caso di obbligazioni ipotecarie garantite da immobili di proprietà sociale sino a due terzi del valore di questi. Si trattava, però, di circolazione di titoli di credito in cui l'emittente era il debitore principale, mentre con il Mortage Backed Securities si spoglia di ogni responsabilità.